# ライアン郡 (アイオワ州)
ライアン郡（英: Lyon County）は、アメリカ合衆国アイオワ州の北西隅に位置する郡である。2010年国勢調査での人口は11,581人であり、2000年の11,763人から1.5%減少した。郡庁所在地はロックラピッズ市（人口2,549人）であり、同郡で人口最大の都市でもある。
ライアン郡は、米墨戦争と南北戦争に従軍したナサニエル・ライアン准将に因んで名付けられた。ライアンは1861年8月10日に、ミズーリ州で起こったウィルソンズ・クリークの戦いで戦死した。郡名は当初バンコーム郡だったが、1862年9月11日に州議会が改名した。

## 歴史
ライアン郡となった地域は、1851年7月23日に調印された条約によってスー族インディアンが連邦政府に割譲したものだった。郡の領域は1851年1月15日に設定され、当座の管理のためにウッドベリー郡（当時はワーコー郡）に付設された。1872年1月1日に正式にウッドベリー郡から離れた。
ライアン郡に最初に住んだ白人はダニエル・マクラーレンであり、アンクル・ダンと呼ばれた。短期間スー川の近くに住み、狩猟や罠猟を行っていた。マクラーレンはさらに西の土地に入るために、開拓初期の段階で郡を後にした。2人目の開拓者はオールド・トムと呼ばれ、短期間現在のロックラピッズ近くに住んだ猟師だった。オールド・トムは罠を設定しているときにスー族インディアンに殺された。
1862年から1863年、東海岸からきた狩猟の旅の集団が郡内で暫く時を過ごした。彼らはロイ・マグレガー、ジョージ・クラーク、トマス・ロックハートだった。冬の間、ロックハートとマグレガーはリトルロック・クリーク沿いでヘラジカを狩っていて、スー族インディアンの集団に遭遇した。ロックハートは弓矢で殺されたが、マグレガーは逃れることができ、クラークの所に戻った。この2人は1863年3月まで狩りを続けた。春の洪水の季節にクラークが溺死し、マグレガーは東部に戻ることにした。
ライアン郡で最初の恒久的開拓地は1866年7月にルイス・P・ハイドによって設立された。1869年の郡人口は100人に達していた。全てが移民と入植だった。郡内で生まれた最初の白人の子供は、1871年5月28日生まれのオデナ・リーだった。1871年10月10日、最初の選挙が行われ、97人が投票した。

## 地理
アメリカ合衆国国勢調査局に拠れば、郡域全面積は587.63平方マイル (1,522.0 km2)であり、このうち陸地587.50平方マイル (1,521.6 km2)、水域は0.13平方マイル (0.34 km2)で水域率は0.02%である。
郡内にはギッチー・マニトー州立保存地があり、郡内では最古の露出岩盤がある。郡北西部にはパホヤ湖がある。面積が28ヘクタールを超える人造湖である。

### 主要高規格道路
- アメリカ国道18号線
- アメリカ国道75号線
- アイオワ州道9号線
- アイオワ州道182号線

### 隣接する郡
- ロック郡 (ミネソタ州) - 北
- ノーブルズ郡 (ミネソタ州) - 北東
- オセオラ郡 - 東
- スー郡 - 南
- リンカーン郡 (サウスダコタ州) - 西
- ミネハハ郡 (サウスダコタ州) - 北西

## 人口動態

### 2010年国勢調査
以下は2010年国勢調査による人口統計データである。
基礎データ
- 人口: 11,581人
- 人口密度: 8人/km2（20人/mi2）
- 住居数: 4,848軒
- 使用住居: 4,442軒[5]

### 2000年国勢調査

2000人口ピラミッド

以下は2000年国勢調査による人口統計データである。
| 基礎データ - 人口: 11,763人 - 世帯数: 4,428 世帯 - 家族数: 3,263 家族 - 人口密度: 8人/km2（20人/mi2） - 住居数: 4,758軒 - 住居密度: 3軒/km2（8軒/mi2） 人種別人口構成 - 白人: 99.13% - アフリカン・アメリカン: 0.09% - ネイティブ・アメリカン: 0.14% - アジア人: 0.15% - 太平洋諸島系: 0.01% - その他の人種: 0.10% - 混血: 0.37% - ヒスパニック・ラテン系: 0.36% 年齢別人口構成 - 18歳未満: 28.0% - 18-24歳: 7.6% - 25-44歳: 24.6% - 45-64歳: 20.9% - 65歳以上: 18.8% - 年齢の中央値: 38歳 - 性比（女性100人あたり男性の人口） - 総人口: 98.4 - 18歳以上: 94.6 | 世帯と家族（対世帯数） - 18歳未満の子供がいる: 34.8% - 結婚・同居している夫婦: 67.1% - 未婚・離婚・死別女性が世帯主: 4.4% - 非家族世帯: 26.3% - 単身世帯: 24.3% - 65歳以上の老人1人暮らし: 13.7% - 平均構成人数 - 世帯: 2.61人 - 家族: 3.13人 収入と家計 - 収入の中央値 - 世帯: 36,878米ドル - 家族: 45,144米ドル - 性別 - 男性: 29,462米ドル - 女性: 19,385米ドル - 人口1人あたり収入: 16,081米ドル - 貧困線以下 - 対人口: 7.0% - 対家族数: 4.9% - 18歳未満: 7.9% - 65歳以上: 10.13% |

## 都市と町
| - ロックラピッズ - 郡庁所在地 - アルボード - ベロイト - ドゥーン - エドナ - ジョージ | - グラニット - インウッド - ラーチウッド - クロンダイク - レスター - リトルロック |

### 郡区
- アリソン郡区
- センテニアル郡区
- クリーブランド郡区
- デール郡区
- ドゥーン郡区
- エルジン郡区
- ガーフィールド郡区
- グラント郡区
- ラーチウッド郡区
- リベラル郡区
- ローガン郡区
- リヨン郡区
- ミッドランド郡区
- リッチランド郡区
- リバーサイド郡区
- ロック郡区
- スー郡区
- ウィーラー郡区